# لارس لوكاس ماي
لارس لوكاس ماي (بالألمانية: Lars Lukas Mai) هو لاعب كرة قدم ألماني، ولد في 31 مارس 2000 في درسدن في ألمانيا. لعب مع بايرن ميونخ.

## وصلات خارجية
- لارس لوكاس ماي على موقع الاتحاد الأوربي (الإنجليزية)
- لارس لوكاس ماي على موقع قاعدة بيانات كرة القدم.إي يو (الإنجليزية)
- لارس لوكاس ماي على موقع بيانات كرة القدم. دي إي (الألمانية)
- لارس لوكاس ماي على موقع Soccerway.com (الإنجليزية)
- لارس لوكاس ماي على موقع عالم كرة القدم.نت (الإنجليزية)

خيارات العرض الأولية
يُمكن استخدام وسيط |وضع= لضبط خيارات عرض القالب الأوليّة:
- |وضع=collapsed: {{لارس لوكاس ماي|وضع=collapsed}} لإظهار القالب مطويًّا، بمعنى إخفاء محتوياته ما عدا الشريط الخاص بالعنوان.
- |وضع=expanded: {{لارس لوكاس ماي|وضع=expanded}} لإظهار القالب ممتدًّا، بمعنى إظهاره كاملًا.
- |وضع=autocollapse: {{لارس لوكاس ماي|وضع=autocollapse}}
  - لإظهار القالب مطويًّا إلى شريط العنوان إذا وُجِد قالب {{وصلات قالب}}، أو قالب {{شريط جانبي}} أو أي جدول يستخدم متغيّر مطوي في الصفحة.
  - لإظهار القالب في وضع الممتد إذا لم يكن هنالك أي عنصر مطوي في الصفحة.

إذا كان وسيط |وضع= غير مضبوطٍ؛ فإن العرض الأولي للقالب يأخذ الوضع من وسيط |افتراضي= في القالب. وضع هذا القالب الحالي مضبوط على autocollapse.
- أدوات مساعدة: تفقد استخدام الوصلات للقالب